# Baixo e Voz
Baixo e Voz é uma dupla brasileira de músicos formada em Ribeirão Preto (SP) no ano de 1991 e integrada por Sérgio Pereira, nascido em São Carlos em 05 de dezembro de 1974 e Marivone Lobo, nascida em Ribeirão Preto, em 08 de agosto de 1975.
Entre os artistas da Música Cristã Contemporânea, foram os primeiros a lançarem um projeto de crowdfunding (Mobilize - Facebook), obtendo sucesso (alcançaram 30% a mais do esperado). Um dos arranjos da dupla, a canção Sapato Velho (Cláudio Nucci, Mú Carvalho e Paulinho Tapajós) foi o foco de uma monografia apresentada na Universidade Federal de Uberlândia Além disso, tiveram um de seus álbuns, Cores (2005), citado como um dos 100 melhores álbuns gospel dos anos 2000.
O Baixo e Voz fez parte da feitura da Carta do Som do Céu, documento-manifesto debatido e assinado por 63 artistas no evento Som do Céu 25 Anos (2009), da Mocidade para Cristo (MPC Brasil) acerca de assuntos como “A música e os músicos na igreja” e “A Igreja como promotora de cultura” Apesar de estarem ligados à história da Música Cristã Contemporânea (ou MPB Cristã), sempre se posicionaram a favor de uma liberdade dos artistas cristãos nesse campo, incentivando-os a se envolverem em outros eventos e locais para além dos templos religiosos.

## História
O trabalho teve início em 1991, quando foram convidados por Ruy Oliveira a integrar uma banda que faria uma gravação para levantar fundos para a Conexão Paz, ONG que ajudava na recuperação de dependentes químicos. Uma das canções era ‘Sempre Presente’ (Gilberto Bueno), que estava sendo gravada com banda, onde Sérgio trabalhava a técnica de acordes no baixo. Ao término das gravações, Sérgio convidou Marivone a cantar a canção sem o restante dos instrumentos e perceberam que era possível o duo. Na sequência vieram outros arranjos até 1995, quando foram convidados por Marcelo Gualberto a se apresentar no Som do Céu, evento organizado pela missão Mocidade para Cristo (MPC Brasil) desde 1985, em São Sebastião das Águas Claras (MG).

## Carreira
Para sua apresentação no Som do Céu gravaram seu primeiro trabalho, a fita K7 Voz e Baixo. Depois da K7, vieram cinco CDs, um DVD gravado em São Paulo - SP, sob a produção da Toca de Barro Filmes, direção musical de Edu Martins e participações especiais de Marcelo Bassa (Banda Resgate), Duca Tambasco (Oficina G3), Stênio Marcius e Paulo Nazareth, e dois singles.
A dupla já se apresentou no Chile (I Foro de Arte Cristiana, Santiago) e México (Festival Sonidos de La Tierra, em Morelos) e em diversos eventos no Brasil, com destaque para: Festival Por Essas Bandas, do SESC de Ribeirão Preto (SP); I Franca (SP) Instrumental, abrindo o show de Celso Pixinga; Terças Musicais – Sala de Concertos da Tulha – ECA-USP Ribeirão Preto; Autorretrato da Música Cristã Brasileira – Universidade Presbiteriana Mackenzie - São Paulo (SP); 10ª Feira Nacional do Livro de Ribeirão Preto (SP); Sarau Facamolada – Fundação Cultural de Blumenau (SC); Festival Prosa e Canto – Anápolis (GO); Som do Céu – São Sebastião das Águas Claras (MG); Nossa Música Brasileira – Arujá (SP); Usina 21 – São Paulo (SP). Entrevistas para a TV Mackenzie (Autorretrato da Música Brasileira), TV Unaerp (programa Conversa Afinada) e revistas Bass Player Brasil 18 e Louvor 128.
Várias revistas fizeram menção ao Baixo e Voz com críticas positivas, entre elas Bass Player 18Cover Baixo 5 e 47; Ultimato 295; Cristianismo Hoje 7.
Suas canções já foram regravadas por outros artistas como Shirley Espíndola (Caminho das Águas, 2006), Gérson e Andreia (Semear, 2008) e a banda Sal da Terra (Sertão do Sal, 2011).

## Integrantes
Sérgio Pereira (baixo) é músico, professor e escritor. Estudou com Claudio Bertrami (Grupo Medusa), Ian Guest, Jaime Barbosa e Geraldo Ribeiro. Licenciado em História (Centro Universitário Barão de Mauá), especialista em Estudos Teológicos (Centro Presbiteriano de Pós-Graduação Andrew Jumper) e mestre em Educação, Arte e História da Cultura (Universidade Presbiteriana Mackenzie).
Foi colunista das revistas Bass Player Br e Cover Baixo. Escreveu os livros O Músico Profissional: conselhos e ideias para a carreira, com prefácio de Nelson Faria e a colaboração de diversos nomes como André Mehmari, Benjamim Taubkin, Tó Brandileone (5 a Seco) e Pena Schmidt; Acordes para Contrabaixo (2007-2019 - ed. Irmãos Vitale), com prefácio de Ian Guest e Harmonia e Baixo, com prefácio de Michael Manring e apresentação de Marinho Andreotti (Escola de Música do Estado de São Paulo – Tom Jobim. Foi entrevistado sobre seu duo com a cantora Marivone Lobo, no Baixo e Voz, pela revista Bass Player Br 18. Esses livros já foram indicados por importantes revistas do ramo como a Backstage 123 e 160;  Cover Baixo 26, 38 e Ed. Especial.
Marivone Lobo (voz) é musicista e educadora. Foi integrante do Coral Profissional da Orquestra Sinfônica de Ribeirão Preto. Escreveu Técnica Vocal para Iniciantes (2003). Licenciada em Música (Universidade de Ribeirão Preto) e Pedagogia (Universidade Presbiteriana Mackenzie).

## Discografia
- 1995 Voz e Baixo – K7 (EP)

- 1999 Baixo e Voz – CD

- 2002 Veleiro – CD

- 2005 Cores – CD

- 2008 Viagens de Fé – CD e streaming

- 2012 Baixo e Voz ao Vivo – CD e streaming

- 2018 Som e Silêncio – streaming (single)

- 2019 O Velho e o Mar – streaming (single)

- Participações
- 2004 Amigo Poeta (Tributo a Janires) - Série Som do Céu Canta ao Vivo
- 2005 Pimenta do Reino (Tributo a Sérgio Pimenta) - Série Som do Céu Canta ao Vivo

## Videografia
- 2012 Baixo e Voz ao Vivo – DVD
- 2012 Documentário Baixo e Voz 20 Anos - DVD